# Parc Natural Defileul Mureșului Superior
El Parc Natural Defileul Mureșului Superior (en romanès: Parcul Natural Defileul Mureşului Superior; hongarès: Maros-szoros Natúrpark) és una zona protegida (parc natural categoria V UICN) situada a Romania, al comtat de Mureş.
Es troba al curs superior del riu Mureş, al territori administratiu dels pobles de Deda, Răstolița, Lunca Bradului i Stânceni, a la part nord-est del comtat de Mureș. Amb una superfície de 9.156 ha va ser declarat àrea natural protegida per la Decisió del Govern número 1143 el 18 de setembre de 2007 (publicada al document oficial romanès número 691 l’11 d’octubre de 2007) i representa una àrea de petites dimensions, amb blocs volcànics, amb pendents elevats i forts, amb flora i fauna específiques dels Carpats Orientals.